# Abida ateni
Abida ateni ist eine Art der Kornschnecken (Chondrinidae) aus der Unterordnung der Landlungenschnecken (Stylommatophora). Das Taxon wurde ursprünglich als Unterart beschrieben und erst 2010 als eigenständige Art erkannt. Der Artname ehrt den niederländischen Sammler D. Aten, der den Holotyp gesammelt hat.

## Merkmale
Das spindelförmige, eher gedrungene Gehäuse ist 5,8 bis 6,9 mm hoch und 2,2 bis 2,6 mm breit. Es hat 7,5 bis 8 schwach bis mäßig stark gewölbte Windungen. Die Oberfläche ist sehr regelmäßig fein gestreift. Am Mündungsrand ist innen eine stark verdickte weiße Lippe, die aber nicht schwellenförmig ist angelegt. Die Mündungsränder sind im Parietalbereich durch einen schwachen bis mäßig kräftigen Kallus miteinander verbunden. Die Mündungsbewehrung weist bis zu 12 Zähne auf. Die Spiralis ist mit der Angularis verbunden. Parallel dazu verläuft eine schwache Subangularis. Neben der Parietalis ist gelegentlich auch eine Infraparietalis ausgebildet. Columellaris und Infracolumellaris reichen sehr weit nach vorne; die Columellaris ist dabei etwas dicker als die Infracolumellaris. Häufig kommt auch eine Basalis vor, die etwa dieselbe Dicke wie die Infracolumellaris hat. Nach ihrer Lage könnte sie auch als Columellarfalte bezeichnet. Die Infrapalatalis und die Palatalis inferior sind einfach ausgebildet und reichen bis zum Mündungsrand. Die Palatalis superior ist gelegentlich und nur andeutungsweise als Doppelhöcker entwickelt und reicht ebenfalls bis zum Mündungsrand. Weiter kommt eine mehr oder weniger kräftige Suprapalatalis vor. Die letzte Windung des Gehäuses ist schief abgeflacht, aber nicht eingeengt. Auch die Basis ist nur unwesentlich gekielt. Der Nacken des Gehäuses nicht eingedrückt. Der Gaumenrand der Mündung ist in der Seitenansicht schwach nach hinten abgeknickt. In der Aufsicht von unten ist der nicht oder kaum zu erkennen.
Im männlichen Teil des Genitalapparates sind Penis und Epiphallus im unteren Penisbereich verwachsen und bilden eine Schleife. Der freie Penis, d. h. der Bereich zwischen Atrium und der Verwachsungsstelle mit dem Epiphallus ist vergleichsweise lang. Dabei ist der Penis ungefähr doppelt so lang wie der Epiphallus. Der Übergang Penis/Epiphallus liegt etwas unterhalb der Biegung (zum Epiphallus hin). Im oberen Teil des freien Penis ist der Samenleiter in das Gewebe des Penis eingelagert. Der Penisretraktormuskel inseriert am ersten Viertel bis Fünftel der Schleife.
Die Vagina ist eineinhalb- bis dreimal so lang wie der „freie“ Penis. Sie ist auch deutlich länger als der freie Eileiter. Die Samenblase (Spermathek) länglich, der Stiel ist sehr lang und nicht in das Gewebe der Prostatadrüse eingelagert. Dadurch kommt die Samenblase bis auf Höhe der Albumindrüse zu liegen. Der Stiel ist an der Verzweigung mit dem freien Eileiter ungefähr zweieinhalb mal so dick wie der freie Eileiter.
In der Radula sind in einer Halbquerreihe neben dem Zentralzahn 20 bis 22 Seitenzähne vorhanden. Der Zentralzahn hat Nebenspitzen; diese können aber auch fehlen; d. h. der Zentralzahn hat keine Nebenspitzen.

### Ähnliche Arten
Abida ateni unterscheidet sich von der Roggenkornschnecke (Abida secale) durch das Gehäuse, das eher einer Chondrina-Art ähnlich sieht. Das Gehäuse hat vergleichsweise wenige Windungen und Palatalis inferior und Infrapalatalis sind nicht als Doppelhöcker ausgebildet.

## Geographische Verbreitung und Lebensraum
Das Verbreitungsgebiet der Art ist auf das Aspe-Tal („Vallée d'Aspe“) im Département Pyrénées-Atlantiques in den französischen Westpyrenäen beschränkt. Insgesamt ist das Areal nur etwa 11 km² groß, die Art kommt nur an drei (bekannten) Lokalitäten vor. Sie kommt dort zwischen 300 m und 400 m Höhe. Die Art lebt auf Kalkfelsen.

## Taxonomie
Das Taxon wurde 1973 von Edmund Gittenberger als Unterart Abida secale ateni aufgestellt. Bereits Gittenberger fand keine Übergänge zu anderen Unterarten von Abida secale. Bas Kokshoorn und Edmund Gittenberger behandelten das Taxon dann 2010 als eigenständige Art. Die Fauna Europaea folgte dieser Auffassung. Nach den molekulargenetischen Daten, die Kokshoorn und Gittenberger publiziert haben, ist Abida ateni das Schwestertaxon von Abida vergniesiana.

## Gefährdung
Nach der Einschätzung der International Union for Conservation of Nature and Natural Resources (IUCN) ist die Art aufgrund des sehr kleinen Verbreitungsgebietes gefährdet. Bereits die Anlage von Steinbrüchen oder die Verbreiterung von Straßen könnten die wenigen Vorkommen der Art gefährden.

## Belege

### Online
- AnimalBase – Abida attenuata (Fagot, 1886)